# George Keith, 9. Earl Marischal

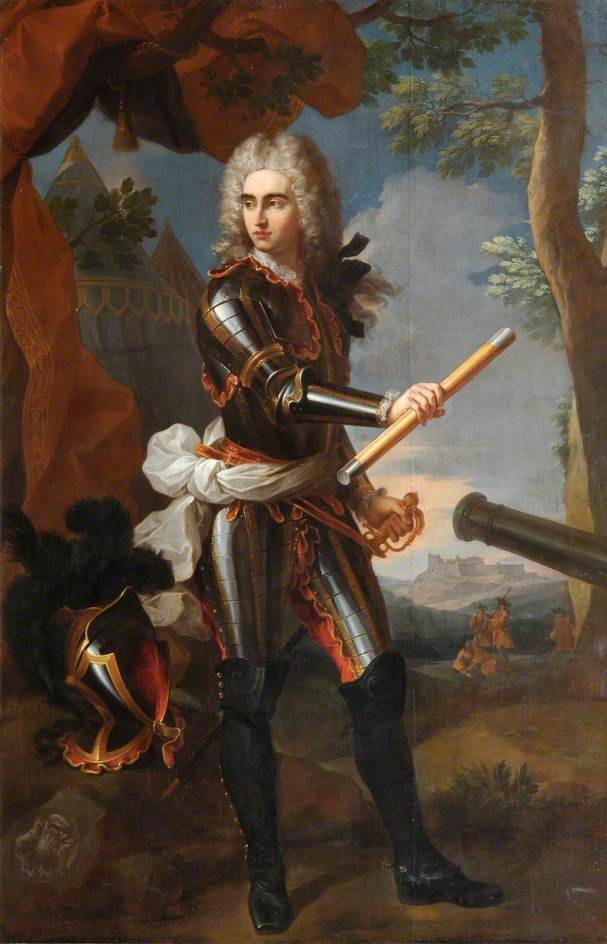
George Keith, 9. Earl Marischal

George Keith, 9. Earl Marischal, (* wahrscheinlich 2. April 1693 auf Inverugie Castle bei Peterhead; † 25. Mai 1778 in Potsdam) war ein schottischer Adeliger, der lange im Ausland lebte und der durch die Freundschaft mit Friedrich dem Großen bekannt geworden ist.
Beim Tod seines Vaters William Keith, 8. Earl Marischal (um 1664–1712), erbte er dessen Titel Earl Marischal, mit dem auch die erbliche Marschallswürde von Schottland verbunden war. Keith wurde seither gewöhnlich Lord Marischal genannt. Er war der letzte Träger dieses Titels. Seine Mutter war Mary Drummond (1675–1729), Tochter des Earl of Perth, eine Katholikin.

## Biografie
Keith erhielt zusammen mit seinem drei Jahre jüngeren Bruder James eine sorgfältige Erziehung durch den Hauslehrer Robert Keith (ebenfalls aus dem Clan der Keith), der als Gelehrter bekannt war und später Bischof wurde. Keith war von der Familie für die militärische Laufbahn bestimmt (im Gegensatz zu seinem Bruder, der Jurist werden sollte), erhielt das Hauptmannspatent in der königlichen Garde noch unter Königin Anna und diente bereits 1712 unter Marlborough im Spanischen Erbfolgekrieg. Nach der Thronbesteigung von Georg I. machte er sich Hoffnung auf weitere Karriere, wurde aber in London als Tory von den regierenden Whigs zurückgewiesen. Darauf wechselten die Brüder (obwohl protestantisch) zu den Jakobiten und beteiligten sich am Jakobitenaufstand von 1715 für den Prätendenten James Stuart. Nach dessen missglückter Landung 1716 wurden sie vom Parlament wegen Hochverrats geächtet (Bill of Attainder) und zum Tode verurteilt. Seine Earlswürde wurde ihm durch die Ächtung aberkannt und seine Ländereien eingezogen.
Er lebte lange in Spanien und beteiligte sich 1719 an der spanischen, von dem dort regierenden Kardinal Alberoni angezettelten Expedition zur Invasion Schottlands, landete im April bei Eilean Donan Castle, wurde in der Schlacht bei Glenshiel geschlagen und entkam nach Frankreich. Anschließend lebte er längere Zeit in Spanien, hauptsächlich in Valencia. Sein jüngerer Bruder James diente in der russischen Armee und wurde bei Otschakiw verwundet, worauf George ebenfalls nach Russland reiste und seinen Bruder zurückbegleitete, bevor er wieder nach Spanien ging. Beide besuchten 1740 England. Dem Aufstand von Charles Edward Stuart 1744 schloss er sich nicht an, da er ihn für aussichtslos hielt, und verließ aus diesen Gründen auch Spanien und zog nach Venedig. 1746 wollte er seinen Bruder in St. Petersburg besuchen (dieser war wieder in russischen Diensten), auf Beschwerden der Engländer gegen den bekannten Jakobiten hin ließ man ihn aber nicht ins Land. Er kehrte über Berlin, wo er das erste Mal Friedrich den Großen traf, nach Venedig zurück. 1747 zog er zu seinem Bruder James, der inzwischen in preußischen Diensten war, nach Berlin, wo er fortan in freundschaftliche Verbindung mit Friedrich dem Großen trat, dessen literarische Interessen er teilte. Er wurde wie sein Bruder Mitglied der Preußischen Akademie der Wissenschaften.

### Diplomat, Gouverneur von Neuenburg, Begegnung mit Rousseau

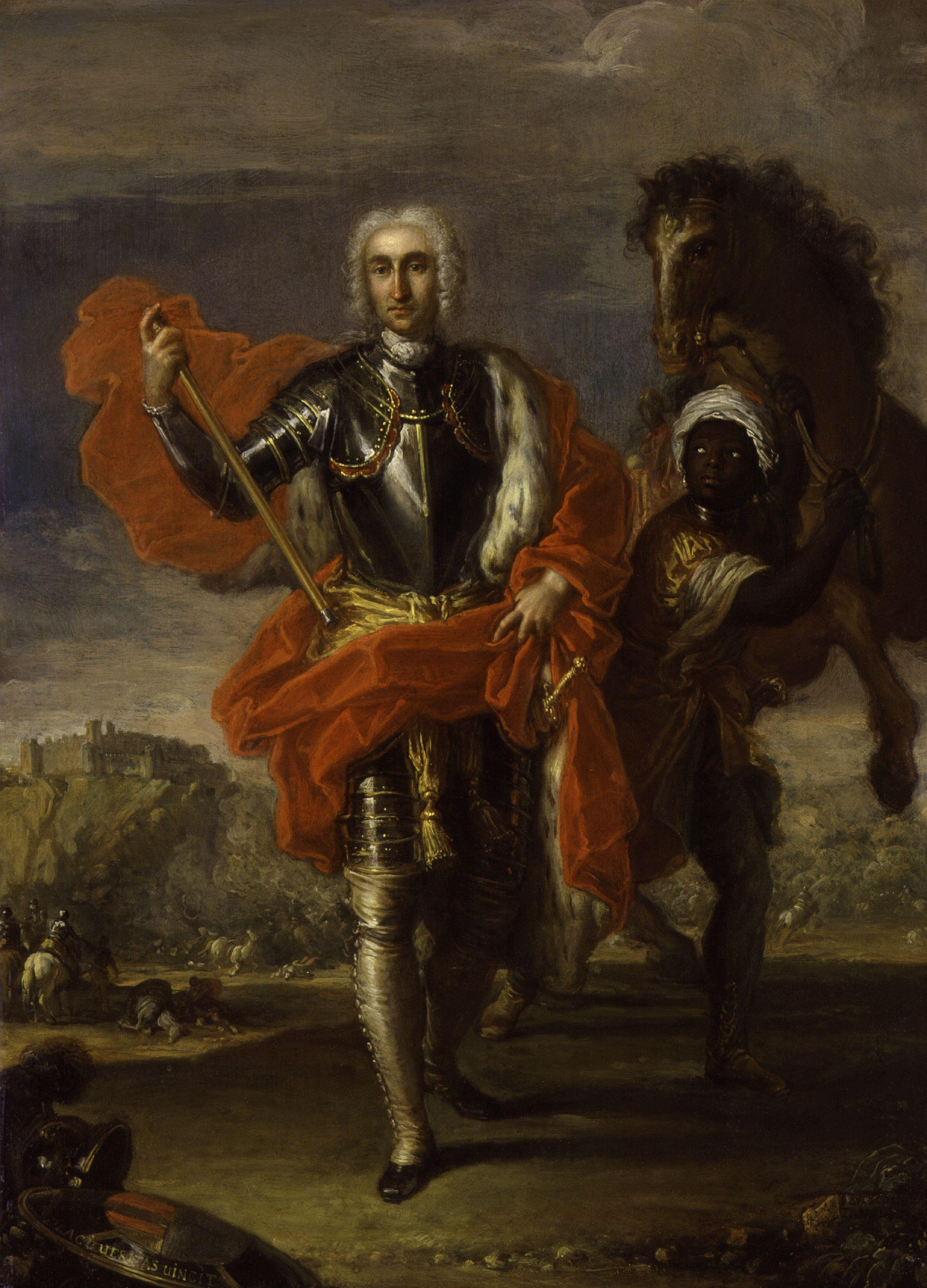
Keith um 1733 von Placido Constanzi, National Portrait Gallery, London

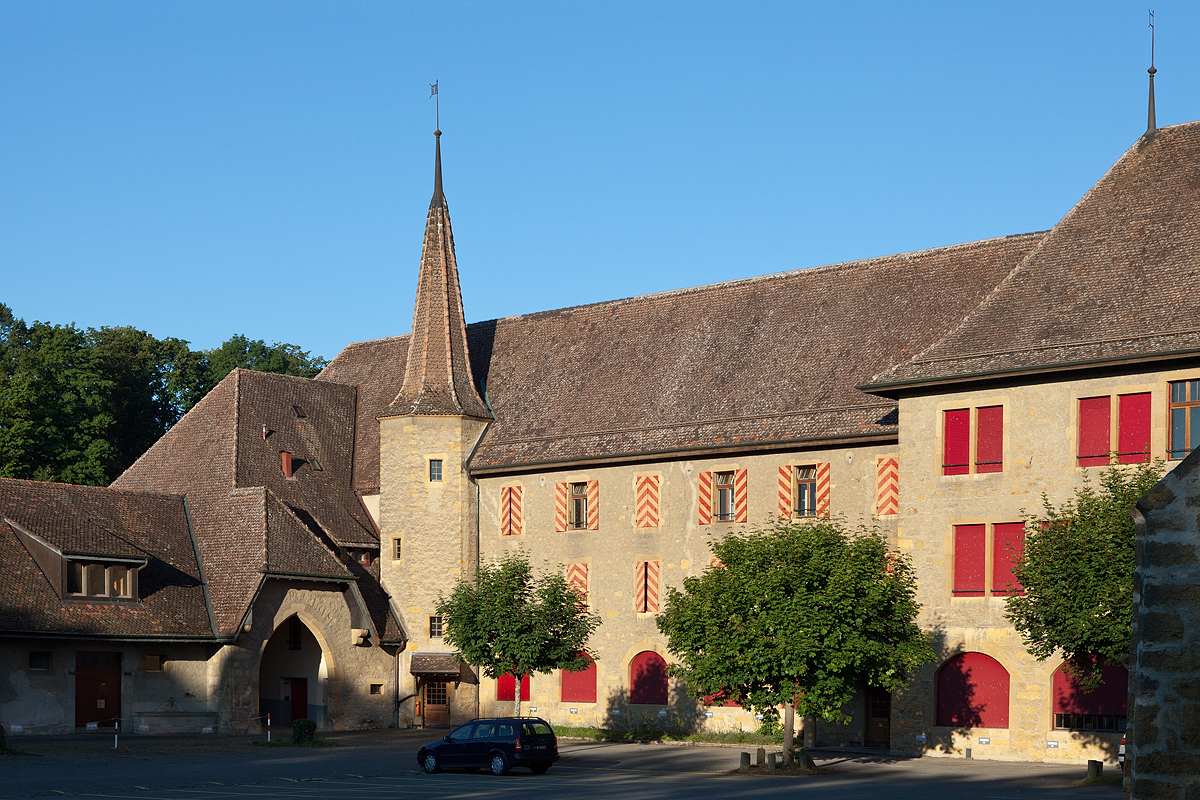
Chateau de Colombier, Sommersitz von Keith in der Schweiz

Der König ernannte Keith 1751 zum preußischen Gesandten in Paris. Trotz einiger Erfolge (eine gewisse Annäherung an Frankreich) fühlte sich Keith der Aufgabe nicht gewachsen und bat um Abberufung, die ihm Friedrich – nachdem er ihm zunächst den Freiherr von Knyphausen zur Unterstützung sandte – schließlich gewährte. Zuletzt vermittelte er noch die Berufung von Jean-Baptiste le Rond d’Alembert an die Akademie nach Berlin. 1754 wurde er zum Gouverneur von Neuchâtel in der Schweiz ernannt, das der Verwaltung von Friedrich unterstand, und der König verlieh ihm den Orden vom Schwarzen Adler. In Neuenburg kam es zu Konflikten mit der Geistlichkeit und anderen konservativen Kräften, als er auf Befehl Friedrichs die Folter und die öffentliche Kirchenbuße abschaffte. Keith wünschte sich eine aktivere politische Rolle und ging 1759 mit Einverständnis von Friedrich (aber ohne formellen Diplomatenstatus) nach Spanien, um beim Übergang von Ferdinand VI. auf dessen Nachfolger Karl III. für die englisch-preußische Seite zu vermitteln. Hierin war er aber weniger erfolgreich und verließ 1760 Spanien, um nach England zu gehen. Zwischenzeitlich hatte sich König Friedrich für ihn bei der kriegsverbündeten britischen Regierung eingesetzt und erwirkt, dass er 1759 von König Georg II. begnadigt wurde. Durch Beschluss des britischen Parlaments im Jahr 1760 erhielt er auch wieder das Recht, Grundbesitz zu erben. So konnte er 1761 die ihm aus dem Nachlass seines Verwandten William Keith, 4. Earl of Kintore zufallenden Ländereien in Besitz nehmen. Allerdings wurde die Ächtung nie zurückgenommen, wodurch seine Adelstitel verwirkt blieben, er die 1716 eingezogenen Besitzungen nie zurückerlangte und er auch den Titel des Earl of Kintore nicht antreten konnte. Keith informierte den Premierminister William Pitt über die Situation in Spanien, dieser konnte sich mit einer Kriegserklärung an Spanien aber nicht durchsetzen und nach seinem Rücktritt verließ auch Keith 1761 England. 1762 kehrte er nach einem Aufenthalt in den Niederlanden nach Neuenburg zurück.
Keith blieb zunächst in Neuenburg; 1762 berichtet Jean-Jacques Rousseau in seinen Les Confessions (Die Bekenntnisse) ausführlich über Gespräche mit Keith. Rousseau war im Juli 1762 in die Nähe von Neuenburg gezogen, nachdem man ihn aus Genf vertrieben hatte. Friedrich der Große hatte Keith angewiesen, Rousseau zu unterstützen (und Keith empfohlen, ihn eher mit Naturalien als mit Geld zu versorgen, da er diese eher annehmen werde), doch ein Angebot von Keith, ihm ein Haus zu bauen oder Vorräte an Holz, Kohle und Lebensmitteln zu schenken, lehnte er ab, da er ahnte, dass dieses Angebot vom König kam. Rousseau schrieb in seinen Bekenntnissen über seine erste Begegnung mit Keith: Das ehrwürdige Äußere dieses berühmten und tugendhaften Schotten bewegte mir gewaltig das Herz, und augenblicklich entstand zwischen mir und ihm jene warme Zuneigung, die ich mir stets treulich für ihn bewahrt habe. Beide befreundeten sich, es entstand aus Rousseaus Sicht sogar etwas wie eine Vater-Sohn Beziehung. Da das Keithsche Sommerschloss Colombier nur sechs Meilen von Rousseaus Haus in Motiers entfernt war, besuchte Rousseau ihn regelmäßig und auch Keith war gelegentlich in Motiers. Keith lud ihn sogar ein, ständig in Colombier zu wohnen, das schlug dieser aber aus, da er sich im eigenen Haus freier fühlte. Rousseau vermerkt in seinen Bekenntnissen aber nicht nur einen durchdringenden Verstand, tiefe Menschenkenntnis und großes Feingefühl, sondern auch ein seltsames Gemüt, das sich in Geistesabwesenheit und Launenhaftigkeit und einem merkwürdigen Sinn für Humor äußerte: als ihn ein junger Genfer um ein Empfehlungsschreiben für Friedrich den Großen bat, händigte er ihm einen kleinen Beutel mit Erbsen aus – als Friedrich diesen öffnete, stellte er den Genfer sofort ein. Als Rousseau dazu übergegangen war, sich täglich in einen armenischen Kaftan zu kleiden, hatte er zunächst Angst, sich so auch Keith zu zeigen, der begrüßte ihn allerdings nur mit einem trockenen as-salāmu ʿalaikum und enthob ihn so weiterer Bedenken in dieser Angelegenheit.

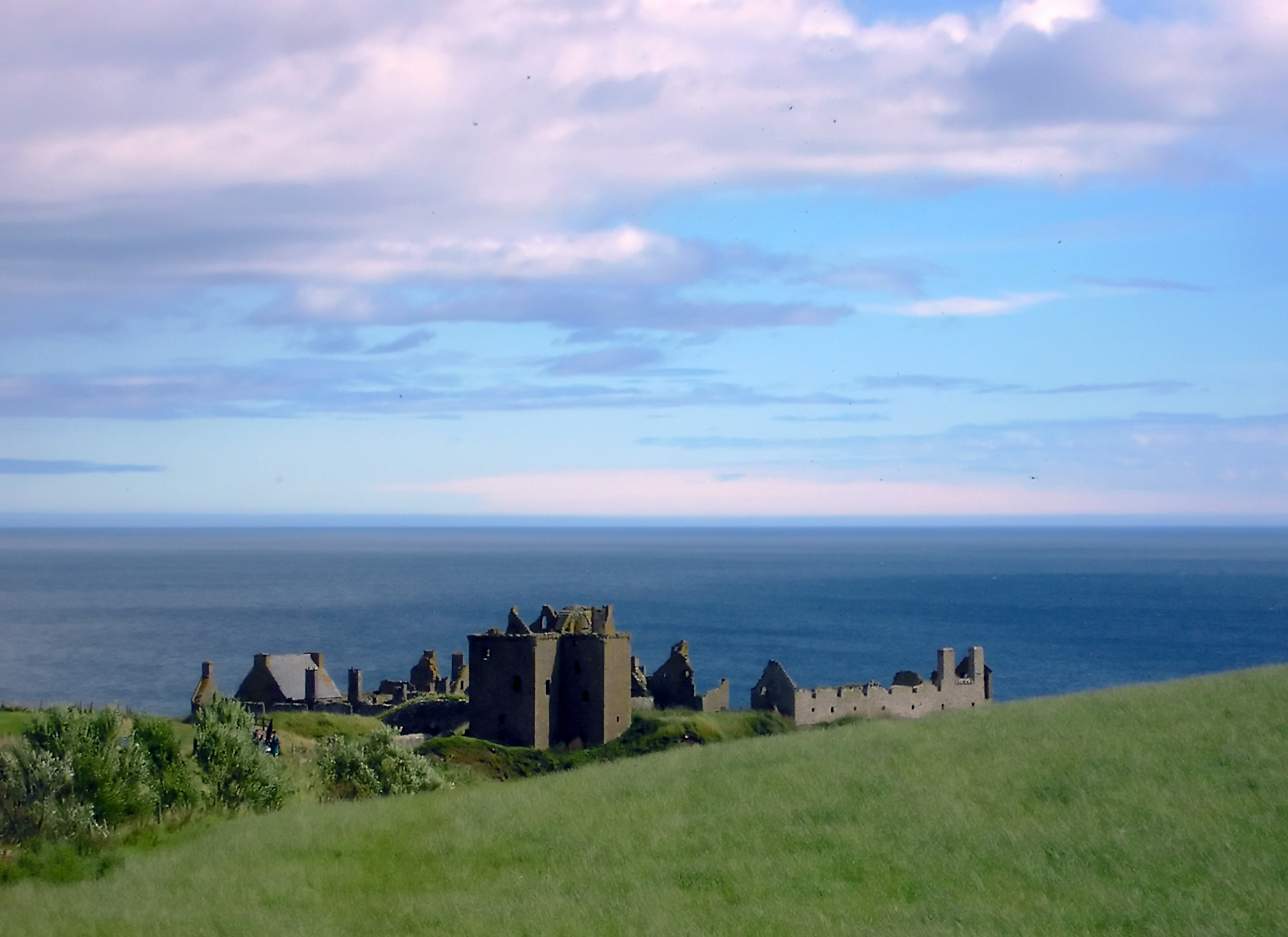
Dunnottar Castle, Stammsitz seiner Familie

Im August 1763 besuchte er noch einmal seine schottische Heimat. Er wurde zwar mit höchsten Ehren empfangen, fand sein Stammschloss Dunnottar Castle aber verfallen und konnte sich nicht entschließen, dort seinen Lebensabend zu verbringen. 1764 kehrte der 70-jährige Keith auf Bitte Friedrichs des Großen wieder nach Preußen zurück. In Neuenburg ließ er sich durch einen Vizegouverneur vertreten. Auf der Rückreise von Schottland wurde er vom Reiseschriftsteller James Boswell begleitet (der Keith zuvor um Ratschläge für einen geplanten Deutschlandbesuch gefragt hatte) und von seiner Adoptivtochter Emet-Ulla de Froment (um 1725–1820). Er besuchte unter anderem Belle van Zuylen in Utrecht, Lüneburg und Braunschweig während seiner Reise nach Berlin. In Potsdam angekommen, lud er Rousseau nach Berlin ein, der es aber vorzog, auf der St. Petersinsel zu leben (bis er bald darauf auch von dort vertrieben wurde). Keith setzte Rousseau eine Pension aus – von den angebotenen 1200 Franken jährlich akzeptierte dieser die Hälfte.
Der König ließ für Keith ein Haus bauen, das heutige Lordmarschallhaus in der Brandenburger Vorstadt von Potsdam (Lennéstrasse 9) in Sichtweite von Sanssouci. Hier starb er 1778.
Keith hatte nach der Belagerung von Otschakow die türkische Tochter des Chefs der Janitscharen adoptiert, Emet-Ulla de Froment. Sie trat 1763 zum Christentum über und nahm den Namen Marie Emeté an. Im selben Jahr heiratete sie den französischen Hugenotten und Offizier Denis Daniel de Froment († 1810), die Ehe wurde aber bereits 1765 geschieden (und der Ehemann erhielt von Keith danach eine jährliche Pension). Seine Adoptivtochter lebte mit ihm bis zu seinem Tod.

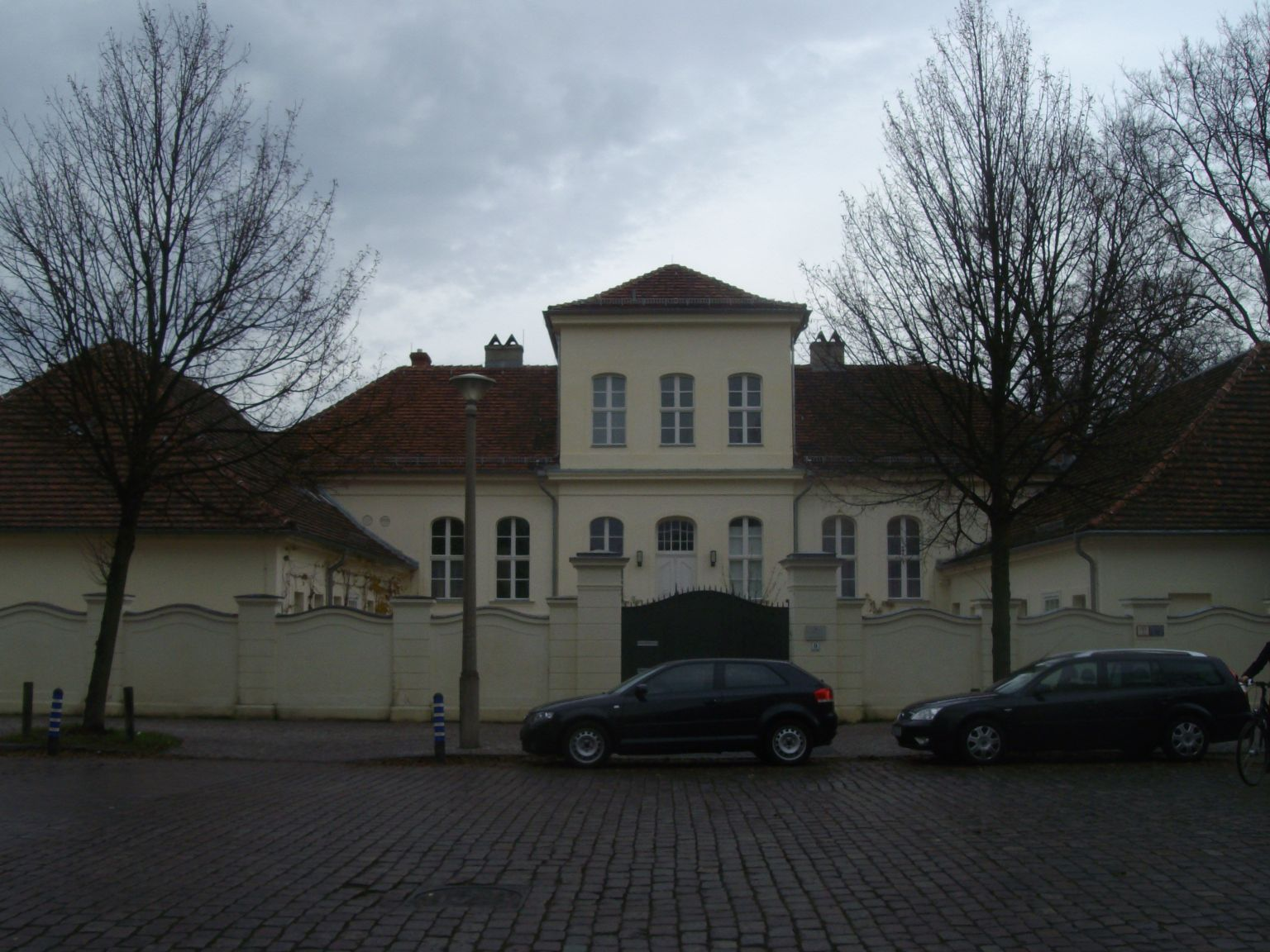
Keith-Haus in Potsdam, Lennéstr. 9

Da er kinderlos starb, wurde Anthony Adrian Falconer, 7. Lord Falconer of Halkerton, sein Nachfolger als Oberhaupt des Clan Keith. Diesem wurde 1778 auch der Titel Earl of Kintore zuerkannt und er ergänzte seinen Familiennamen zu Keith-Falconer.
Sein Briefwechsel mit Friedrich dem Großen ist nur bruchstückhaft erhalten.

### Ehrungen
- Die Keithstraßen wie in Berlin-Schöneberg und Bremen-Walle wurden nach ihm und nach seinem Bruder James Keith benannt.
- Das Keithhaus in Potsdam, Lennéstr. 9, trägt seinen Namen.